# 권리와 자유의 운동
권리와 자유의 운동(불가리아어: Движение за права и свободи (ДПС), Dvizhenie za prava i svobodi (DPS), 튀르키예어: Hak ve Özgürlükler Hareketi (HÖH))은 1990년 불가리아에서 만들어진 중도주의 정당이다. 불가리아에 거주하는 터키계 소수 민족의 권익을 대표한다.

## 같이 보기
- 정치기계